# Tom Jones – Zwischen Bett und Galgen
Tom Jones – Zwischen Bett und Galgen ist eine Oscar-prämierte britische Filmkomödie aus dem Jahr 1963.
Es handelt sich um eine Adaption von Henry Fieldings Roman Tom Jones: Die Geschichte eines Findelkindes (engl. The History of Tom Jones, a Foundling) von 1749. Der Film war eine der erfolgreichsten und von der Kritik bejubelten Komödien seiner Zeit. Regie führte Tony Richardson und das Drehbuch schrieb der Dramatiker John Osborne. Der Film fällt wegen seiner unüblichen komischen Machart auf: Die Anfangssequenz wird im Stile eines Stummfilms dargeboten, und die Charaktere durchbrechen häufig die Vierte Wand, indem sie direkt in die Kamera schauen und sich an das Publikum wenden.

## Handlung
Die Geschichte beginnt mit einer Stummfilm-Sequenz, worin der brave Gutsherr Allworthy nach einem sehr langen Aufenthalt in London nach Hause zurückkehrt und ein Baby in seinem Bett vorfindet. Da er glaubt, sein Friseur, Mr. Partridge, und sein Dienstmädchen Jenny Jones hätten das Kind im Zustand der Wollust gezeugt, verbannt er sie und beschließt den kleinen Tom Jones wie seinen eigenen Sohn aufzuziehen.
Tom wird groß und zu einem flotten jungen Mann, dessen gutes Aussehen und freundliches Herz ihn beim anderen Geschlecht sehr begehrt macht. Trotzdem liebt er nur eine Frau wirklich, nämlich die sanfte Sophie Western, die seine Leidenschaft erwidert. Allerdings ist Tom als Bastard gebrandmarkt und kann keine Frau ihres Standes heiraten. Auch Sophie muss ihre Liebe geheim halten, während ihre Tante und ihr Vater, Gutsherr Western, sie zwingen wollen, einen standesgemäßen Mann zu heiraten – einen Mann, den sie hasst.
Dieser junge Mann ist Blifil, der Sohn von Bridget, der verwitweten Schwester des Gutsherren. Blifil ist bösartig, ein Heuchler, der nichts von Toms Wärme, Redlichkeit oder Lebensfreude in sich hat. Als Bridget unerwartet stirbt, fängt Blifil einen Brief ab, den seine Mutter nur für die Augen ihres Bruders vorgesehen hatte. Was dieser Brief enthält, wird bis zum Ende des Films nicht verraten; jedoch schließen sich Blifil und seine Hauslehrer, Mr. Thwackum und Mr. Square, nach dem Begräbnis seiner Mutter zusammen, um Allworthy davon zu überzeugen, dass Tom ein Schurke ist. Allworthy zahlt Tom ein kleines Erbe aus und schickt ihn traurig in die Welt, damit er sein Glück suche.
Auf seiner Odyssee wird Tom bewusstlos geschlagen, als er den guten Namen seiner geliebten Sophie verteidigt, und seines Erbes beraubt. Außerdem flieht er vor einem eifersüchtigen Iren, der ihn fälschlicherweise einer Affäre mit seiner Frau bezichtigt,  Schwertkämpfen, trifft seinen angeblichen Vater und seine angebliche Mutter und rettet eine gewisse Mrs. Waters vor einem bösen Offizier.
Inzwischen läuft Sophie kurz nach Toms Verbannung von zu Hause weg, um der Aufsicht des verhassten Blifil zu entkommen. Nachdem sie sich im Upton Inn knapp verfehlt haben, erreichen Tom und Sophie getrennt London. Dort wird Lady Bellaston, eine vornehme Dame über 40, auf Tom aufmerksam. Sie ist reich, schön und skrupellos. Schließlich landet Tom im Kerker von Tyburn, wo ihn zwei Vertreter Blifils des Raubes und des versuchten Mordes anklagen und eine aufgeputschte Menschenmenge seine Hinrichtung erwartet. Western rettet ihn im letzten Augenblick und übergibt ihn an Allworthy. Das Publikum erfährt jetzt endlich den Inhalt des mysteriösen Briefes: Tom ist nicht das Kind von Jenny Jones, sondern Bridgets echter Sohn und Allworthys Neffe. Blifil verheimlichte dies, seit er davon wusste und versuchte seinen Halbbruder zu vernichten, fällt aber jetzt in Ungnade und ist, so hofft man, enterbt. Tom hat jetzt die Erlaubnis, Sophie zu freien, und alles endet gut.

## Kritiken
„Der Dramatiker John Osborne bearbeitete Fieldings klassischen Schelmenroman zu einem witzigen, turbulenten und sinnenfreudigen Historien-Spektakel, das unter der Regie des "Free Cinema"-Pioniers Tony Richardson darüber hinaus zu einer intelligent unterhaltenden Parodie auf die Mechanismen des Abenteuerfilms wird.“

## Synchronisation
Die deutsche Synchronbearbeitung entstand im Jahr 1964 bei der Ultra Film Synchron.
| Rolle                   | Darsteller       | Synchronsprecher       |
| ----------------------- | ---------------- | ---------------------- |
| Tom Jones               | Albert Finney    | Harald Leipnitz        |
| Mrs. Waters/Jenny Jones | Joyce Redman     | Beate Hasenau          |
| Sophie Western          | Susannah York    | Uta Hallant            |
| Squire Western          | Hugh Griffith    | Klaus W. Krause        |
| Miss Western            | Edith Evans      | Agnes Windeck          |
| Squire Allworthy        | George Devine    | Klaus Miedel           |
| Blifil                  | David Warner     | Horst Gentzen          |
| Lord Fellamar           | David Tomlinson  | Friedrich Schoenfelder |
| Mr. Fitzpatrick         | George A. Cooper | Martin Hirthe          |
| Partridge               | Jack MacGowran   | Walter Bluhm           |

## Auszeichnungen

### Oscarverleihung 1964
Auszeichnungen
- Bester Film
- Beste Regie für Tony Richardson
- Beste Filmmusik für John Addison
- Bestes adaptiertes Drehbuch für John Osborne

Nominierungen
- Bester Hauptdarsteller für Albert Finney
- Bester Nebendarsteller für Hugh Griffith
- Beste Nebendarstellerin für Diane Cilento
- Beste Nebendarstellerin für Edith Evans
- Beste Nebendarstellerin für Joyce Redman
- Bestes Szenenbild für Ralph Brinton

Tom Jones ist der einzige Film in der Geschichte der Academy of Motion Picture Arts and Sciences, bei dem drei britische Nebendarstellerinnen für einen Oscar nominiert wurden.

### British Academy Film Award 1964
Auszeichnungen
- Bester Film
- Bester britischer Film
- Bestes britisches Drehbuch (John Osborne)

Nominierungen
- Bester britischer Darsteller (Albert Finney)
- Bester britischer Darsteller (Hugh Griffith)
- Beste britische Darstellerin (Edith Evans)

### Golden Globe Award 1964
Auszeichnungen
- Bester englischsprachiger ausländischer Film
- Bester Film – Komödie
- Bester Nachwuchsdarsteller (Albert Finney)

Nominierungen
- Bester Darsteller – Komödie/Musical (Albert Finney)
- Beste Regie (Tony Richardson)
- Bester Nebendarsteller (Hugh Griffith)
- Beste Nebendarstellerin (Joan Greenwood)

### Andere Auszeichnungen
New York Film Critics Circle Awards, USA
- Bester Hauptdarsteller (Albert Finney)
- Beste Regie (Tony Richardson)
- Bester Film

Laurel Award
- Preis als Beste Komödie

Internationale Filmfestspiele von Venedig, Italien
- Coppa Volpi: Bester Darsteller (Albert Finney)
- Goldener Löwe: Tony Richardson (nominiert)

Writers’ Guild of Great Britain
- Bestes britisches Drehbuch – Komödie (John Osborne)

Grammy Awards
- Beste Original-Filmmusik (John Addison)

Das British Film Institute wählte Tom Jones im Jahre 1999 auf Rang 51 der besten britischen Filme des 20. Jahrhunderts.

## DVD-Veröffentlichung
- Tom Jones. MGM Home Entertainment 2003

## Soundtrack
- John Addison: Tom Jones. Music from the Original Motion Picture Soundtrack. Auf: Tom Jones & Irma La Douce. Music from the Original Soundtracks. MCA Records, Universal City 1986, Tonträger-Nr. MCAD-6178 – Originalaufnahme der Filmmusik (Auszüge), eingespielt unter der Leitung des Komponisten (CD)
- John Addison: Tom Jones. Original Motion Picture Sound Track. United Artists Records, New York 1963, Tonträger-Nr. UAS 5113 – Originalaufnahme der Filmmusik eingespielt unter der Leitung des Komponisten (LP)